# بيكو (فلم)
بيكو فيلم كوميدي تم إنتاجه في الهند وصدر في سنة 2015، من بطولة أميتاب باتشان وديبيكا بادوكون.

## القصة
{بيكو تدير حياتها كمهندسة ناجحة، تعيش مع والدها البالغ من العمر سبعون عاماً، تعيش حياتها الخاصة بأفكارها ومعتقداتها التي تناسب عمرها، ويشغل تفكيرها عملها الذي يأخذ وقتاً كبيراً من يومها.
أما والدها فهو يرتبط بها ارتباطاً وثيقاً بالرغم من مناوشاتهما المستمرة وخلافهما الدائم نتيجة لاختلاف توجهاتهما، لكنه لايستطيع الإستغناء عنها.
يظهر في المشهد رانا صاحب شركة أجرة محلية يقع في حب بيكو، ويتقرب اليها، ويصبح فرداً من أفراد العائلة، ويضطر إلى تحمل والد بيكو وتصرفاته الغريبة ليظل قريباً منها.

## وصلات خارجية
- بيكو على موقع IMDb (الإنجليزية)
- بيكو على موقع روتن توميتوز (الإنجليزية)
- بيكو على موقع نتفليكس (الإنجليزية)
- بيكو على موقع قاعدة بيانات الأفلام العربية
- بيكو على موقع Turner Classic Movies (الإنجليزية)
- بيكو على موقع أول موفي (الإنجليزية)
- بيكو على موقع بوكس أوفيس موجو (الإنجليزية)
- بيكو على موقع قاعدة بيانات الفيلم (الإنجليزية)
- بيكو على موقع ليتربوكسد (الإنجليزية)
- بيكو على موقع كينوبويسك (الروسية)